# Daloa Bété jezik
Daloa Bété jezik (daloua bété, sjeverni bété; ISO 639-3: bev), nigersko-kongoanski jezik skupine kru, kojim govori 130 000 ljudi (1993 SIL) u podprefekturi Daloa u Obali Bjelokosti. 
Zajedno s jezicima guiberoua bété [bet] i godié [god] čini zapadnu podskupinu bete jezika.

## Vanjske poveznice
- Ethnologue (14th)
- Ethnologue (15th)